# As-Moll
as-Moll ist eine Tonart des Tongeschlechts Moll, die auf dem Grundton as aufbaut. Die Tonart as-Moll wird in der Notenschrift mit sieben ♭ (b, es, as, des, ges, ces, fes) vorgezeichnet. Auch die entsprechende Tonleiter und der Grundakkord dieser Tonart (die Tonika as-ces-es) werden mit dem Begriff as-Moll bezeichnet.
Notenbeispiel Tonleiter im melodischen Moll und Grundakkord:

## Verwendung
As-Moll wurde von Hector Berlioz als „sehr gedämpft, traurig, aber erhaben“ charakterisiert.
Beispiele bedeutender Komponisten:
- Trauermarsch (Marcia Funebre) aus der Klaviersonate Nr. 12 As-Dur von Ludwig van Beethoven
- Fuge as-Moll für Orgel WoO 8 von Johannes Brahms
- 3. Satz des Streichquintetts op. 97 von Antonín Dvořák

## Position der Tonart im Quintenzirkel
| Vorzeichen: | 7♭ +fes | 6♭ +ces | 5♭ +ges | 4♭ +des | 3♭ +as | 2♭ +es | 1♭ +b |   | 1♯ +fis | 2♯ +cis | 3♯ +gis | 4♯ +dis | 5♯ +ais | 6♯ +eis | 7♯ +his |
| Dur:        | Ces     | Ges     | Des     | As      | Es     | B      | F     | C | G       | D       | A       | E       | H       | Fis     | Cis     |
| Moll:       | as      | es      | b       | f       | c      | g      | d     | a | e       | h       | fis     | cis     | gis     | dis     | ais     |